# Blanca Bardiera
Blanca Bardiera (Volare de Generes, Francia, c. 1540 - c. 1600) fue una campesina y ama de casa que fue procesada por bruja  en San Feliú de Llobregat.

## Biografía
Blanca nació en la localidad gascona de Volare de Generes, en el obispado de Conserans, seguramente hacia el primer tercio del siglo XVI. Muy posiblemente cuando llegó a Cataluña procedente de Francia alrededor de 1560, estaba ya casada o emparejada con Joan Bardier y, como miles de inmigrantes gascones y occitanos, vinieron al Principado con la esperanza de encontrar paz, trabajo y una vida mejor, huyendo de las guerras de religión, la destrucción y la miseria de sus tierras de origen. Blanca hacía de jornalera agrícola en San Feliú de Llobregat y San Justo Desvern. También trabajaba como criada o haciendo la colada en algunas casas.
El 27 de noviembre de 1578 se inició una inquisición abierta por las autoridades locales de San Feliú de Llobregat, señoría de la Pía Almoina de Barcelona, por una serie de rumores que circulaban desde hacía tiempo, con acusaciones de brujería contra Blanca.
Las declaraciones de los primeros testigos motivaron que el día 28 de noviembre Blanca fuera detenida y encarcelada en la torre de San Feliú, donde estuvo encerrada mientras duró el proceso. Las acusaciones se basaban en el hecho de que personas que habían tenido conflictos y discusiones con Blanca habían enfermado posteriormente, o habían visto como sus criaturas, antes sanas, morían pocos días después de que la mujer los hubiera tocado o hecho una caricia. Seguramente Blanca ya no era joven ni agraciada, sino que era forastera y pobre, posiblemente con mal carácter y con un marido  que parece bastante ausente. La concatenación de las desgracias en una pequeña comunidad rural y la presencia de una personalidad a quién atribuir todo aquello que era malo, alimentaron la imaginación de algunos aldeanos.
La acusada fue interrogada el 5 de diciembre, pero, a diferencia de otros muchos procesos por acusaciones de brujería, Blanca no fue sometida a tormento para arrancarle una confesión, lo que posiblemente le salvó la vida. Aquel día se hizo público el sumario del proceso, las declaraciones del cual hasta entonces habían sido secretas, y se concedió copia y licencia al abogado y procurador de Blanca para preparar su defensa.
El abogado defensor presentó unos artículos que acreditaban la buena vida y la fama de su defendida, y días después pudo reunir cuatro testigos que hablaran a favor de Blanca, dos mujeres de San Feliú y una de San Justo Desvern, y un hombre francés que la conocía de veinte años atrás.
Dado que eran fiestas de Navidad, el 22 de diciembre se decretó que Blanca fuera sacada de la prisión y que quedase arrestada por la villa y término de San Feliú, bajo el aviso que si reincidía volvería a la prisión el 10 de enero: su fianza se fijó en 50 libras.
El proceso de Blanca se cerró sin ninguna condena, y es muy posible que pasado un tiempo prudencial huyera discretamente, puesto que no volvió a aparecer en ningún documento posterior.